# Juan Manuel Ortiz de Rozas
Juan Manuel Ortiz de Rozas (nacido el 17 de julio de 1949 en La Plata) es un diplomático argentino. Es abogado, egresado de la Universidad Católica de La Plata. Habla inglés, francés, portugués e italiano. Está casado y tiene tres hijos.

## Carrera
De 1977 a 1978 cursó en el Instituto del Servicio Exterior de la Nación (ISEN), sirvió luego hasta 1980 en la Dirección de Europa Occidental de la Cancillería Argentina. De 1981 a 1987 fue cónsul adjunto del Consulado General de la República Argentina ante la República Portuguesa. De 1987 a 1988 fue jefe de Información de la Dirección General de Prensa de la Cancillería Argentina. De 1989 a 1993 fue Consejero de la Embajada Argentina ante la República Oriental del Uruguay y de 1994 a 1995 fue Ministro de dicha embajada.
En 1995 sirvió en el Gabinete del Secretario de Relaciones Exteriores y Asuntos Latinoamericanos de la Cancillería Argentina, como así también en la Unidad de Medio Ambiente de la Cancillería Argentina. De 1995 a 1997 fue director de Asuntos Federales de la Cancillería Argentina. De 1997 a 1999 fue Ministro Consejero de la Embajada Argentina ante el Reino de España. Luego se desempeñó al frente de dicha Representación Diplomática en carácter de Encargado de Negocios entre 1999 al 2000.
En 2000 fue condecorado por el Rey Juan Carlos I de España con la "Encomienda al Mérito Civil".[cita requerida]
De 2000 a 2002 sirvió en el Gabinete del Subsecretario de Relaciones Económicas Internacionales y Asuntos Consulares de la Cancillería Argentina. De 2002 a 2003 sirvió en el Gabinete del Subsecretario de Relaciones Económicas Internacionales de la Cancillería Argentina y desde 2003 hasta finales de 2005 fue director general de Asuntos Consulares de la Cancillería Argentina.
En 2005 fue designado Embajador Extraordinario y Plenipotenciario de la República Argentina ante el Reino de Noruega y concurrente ante la República de Islandia. En septiembre de 2011 asumió como Decano del Cuerpo Diplomático acreditado ante el Reino de Noruega. 
En 2015 fue condecorado con la Medalla de Honor (“Hederstegn”) del “Corps Consulaire de Norvege" en el Oslo Militære Samfund.
El 2 de mayo de 2016 fue condecorado por el Rey Harald V de Noruega con la "Gran Cruz de la Real Orden al Mérito del Reino de Noruega" (Den Kongelige Norske Fortjenstorden Storkors). El 12 de mayo de 2016 finalizó sus funciones oficiales como Embajador ante el Reino de Noruega y reasumió funciones en el Ministerio de Relaciones Exteriores y Culto de la República Argentina.[cita requerida]
Actualmente integra el cuerpo pasivo del Servicio Exterior de la Nación y se dedica a la docencia universitaria.
Es Director de la Maestría en Derecho Internacional Público en la Pontificia Universidad Católica Argentina "Santa María de los Buenos Aires"